# Matrixmetalloprotease
Matrixmetalloproteases (MMP's) vormen een groep enzymen die in staat zijn het bindweefsel tussen de cellen in (de zogenaamde extracellulaire matrix-eiwitten) af te breken. De groep enzymen wordt verder gekenmerkt, doordat het een zinkion aanwezig is in het actief centrum van het enzyme, en nodig heeft om te functioneren. MMP's zijn enzymen van het type endopeptidase. Behalve extracellulaire matrixeiwitten kunnen ze nog een aantal molecules bewerken. Het is bekend dat ze betrokken zijn bij het knippen van receptoren op de celmembraan, het vrijkomen van apoptose-inducerende liganden (bijvoorbeeld FAS) en de (in-)activatie van chemokinen. 
Ze werden eerst waargenomen in gewervelde diersoorten, inclusief de mens, in 1962. Sindsdien zijn er ook in ongewervelden en planten matrixmetalloproteases gevonden.

## Geschiedenis
De matrixmetalloproteases (MMP's) werden beschreven door Jerome Gross en Charles Lapiere in 1962. Beiden observeerden enzymatische activiteit (het afbreken van collageenvezels) tijdens de metamorfose van een kikkervisje. Het afbreken van collageen, een belangrijk eiwit van de extracellulaire matrix, bleek met name cruciaal bij het verlies van de staart van het kikkervisje. Vandaag kennen we het enzym collagenase als MMP-1.
Nog later werden MMP's ook gevonden in de menselijke huid (1968). Verder is gebleken dat deze enzymen afgescheiden worden als inactieve pro-enzymen (zymogenen).

## Extracellulaire matrix
De extracellulaire matrix (ECM) is opgebouwd uit collageen, glycoproteïnes en proteoglycanen. Deze stoffen worden door de cellen uitgescheiden die in deze matrix gelegen zijn. De matrix vormt als het ware de mal waarin de cellen gelegen zijn. De ECM kan dan ook verscheidene eigenschappen vertonen afhankelijk van de locatie: in botweefsel is de matrix hard (bestaande uit calciumfosfaatkristallen en collagenen) maar in het oog is de matrix vloeibaar en doorzichtig. Wanneer weefsels hun vorm (bv de genezing van een botbreuk) of functie wijzigen moet de matrix hiertoe ten dele afgebroken worden. De matrixmetalloproteases zijn in staat de eerdergenoemde matrixcomponenten op te ruimen. We maken hierbij een onderscheid tussen collagenasen, gelatinasen en stromelysinen. De collagenasen (MMP-1, MMP-8 en MMP-13) zullen het collageen in de extracellulaire matrix afbreken in kleinere stukken, namelijk gelatine. Deze gelatine wordt op zijn beurt verder afgebroken door gelatinase (MMP-2 en MMP-9). De stromylesinen (MMP-3, MMP-10, MMP-11) lyseren het stroma door afbraak van de proteoglycanen.
Wanneer cellen doorheen de matrix migreren maken de MMP's hiervoor de weg vrij. Van deze eigenschap maken tumorcellen handig gebruik wanneer ze uitzaaien (metastaseren). Ook bij het vormen van nieuwe bloedvaten in weefsels dient de extracellulaire matrix lokaal afgebroken te worden.